# じょしらく

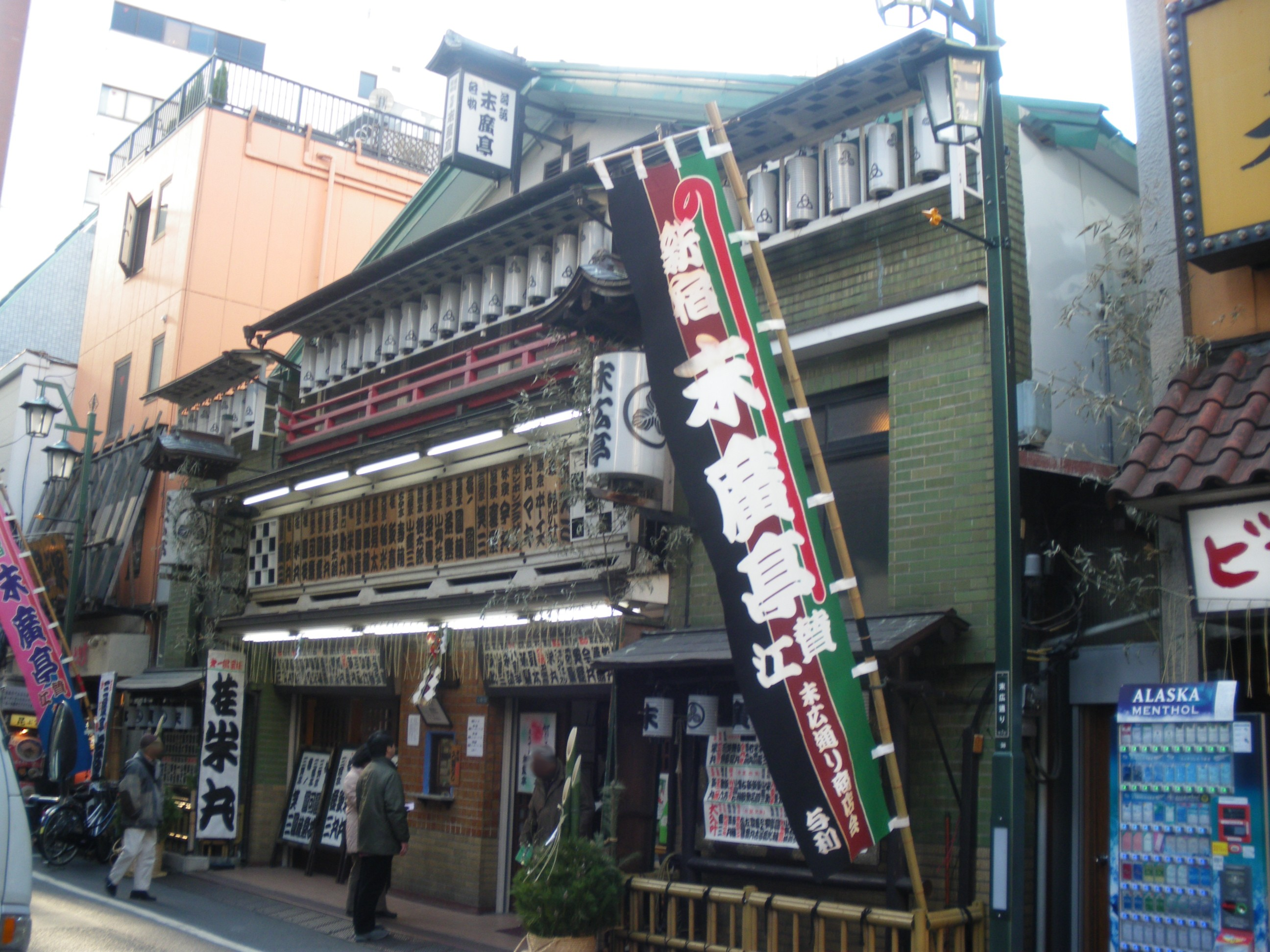
アニメ版の主要な舞台となる新宿末廣亭

『じょしらく』は、久米田康治、ヤスによる日本のギャグ漫画作品。『別冊少年マガジン』（講談社）2009年10月号（創刊号）から2013年10月号まで連載された。

## 概要
ガールズ落語家漫画。作中で「この漫画は女の子の可愛さをお楽しみ頂くため邪魔にならない程度の差し障りのない会話をお楽しみいただく漫画です。」という、いわゆる「空気系」（日常系）作品のパロディのような前口上から始まるように、日常のどうでもいいことからネタを広げながら話を展開させていく。表向きでは落語漫画ということになっているが、実際に落語をする姿は一 - 五・十三・二十一・二十四・四十八・四十九日目の各最初のページの1コマ目で「おあとがよろしいようで」と言う場面のみ（二十七日目とアニメでは落語の下げ（落ち）の部分が追加されているが、最終日（五十日目）では手寅が頭を下げている場面のみになっている）で、寄席の楽屋での会話が主体となる。一話完結の形をとっており、外に出ることはない（戯曲作品における、一幕劇に類似）。五日目までは1話につき1人ずつ、1ページ目のめくりで登場人物名が明らかになっていく形をとっていた。作画では久米田作品に多用されるページ4段ブチ抜き画法を踏襲している。各話のタイトルは、それぞれ古典落語の演題に由来している（「猫の災難」「あくび指南」など）。
作品名は「女子落語（家）」の略で、久米田の担当編集者を務める三浦敏宏が命名したもの。なお、単行本の奥付では「著者 久米田康治 ヤス」との表記で統一されている。ただし、単行本の表紙カバーなどでは「漫画 ヤス」「原作 久米田康治」と表記されており、久米田自身は「ふきだし係」と自嘲している。
久米田によると、落語を漫画の題材にした理由は落語好きの三浦が「落語で何か描いてよ」と久米田に持ちかけたからで、三浦は元々、久米田に落語の脚本を書かせて誰かに寄席で上演してもらうというイベントを構想していた。しかし、久米田は落語に詳しくないため、ボロが出ないように、楽屋での会話を中心とする漫画になった。
2010年5月17日、単行本第壱巻が通常版とキャラ落語CD付き特装版の形式で同時発売。キャラCDにおいては波浪浮亭木胡桃役をAKB48のメンバー（当時）の小野恵令奈が、暗落亭苦来役を声優の後藤沙緒里が担当した。2010年に出張読み切りとして『週刊少年マガジン』2010年24号に特別編が掲載された。
2012年1月、テレビアニメ化が発表され、2012年7月からMBS・TBSほかで放送された。また、その放送開始直前には『週刊少年マガジン』2012年31号・32号に2週連続で特別編が掲載された。
2015年8月号に、BD発売記念として特別編「お記憶の皿」が掲載された。
2023年1月、都内でアニメ化10周年の記念イベントを開催。主要キャストによるプチ大喜利や、アニメ第8話を上映しながらの生コメンタリー、トークショーなどが行われた。

## 登場人物
現時点では、メインキャラクター全員が高座名で語られており（作中でも互いに高座名で呼びあう）、本名は一切不明（設定されているかどうかも不明）。
メインキャラクターは、まずヤスが何パターンか女の子のキャラクターを描き、その中から久米田が5人に絞り、キャラクターデザインから性格や生い立ちを肉付けして、最後に名前を決めた。

### メインキャラクター
キャラクターの表記の順番は単行本第参巻に掲載されている「ジョシペディア」の紹介順に準ずる。
担当声優は単行本特別版付属のキャラ落語CD / テレビアニメ版の順。
蕪羅亭 魔梨威（ぶらてい まりい）
声 - 阿澄佳奈 / 佐倉綾音
女子落語家。羽織の着用を許されている。周囲からは「マリーさん」と呼ばれている。
主人公的な扱い・立ち位置にいるが、久米田曰く、主人公は手寅である。
髪型は赤髪のロングヘアーで後ろ髪の先をリボンで結び、アホ毛が前髪に倒れているもの。高座名の由来、髪の色、瞳の色、羽織の色と、イメージカラーは赤で一貫している。
本作の進行兼ツッコミ役。「つまんねーこと聞くなよ!」が口癖で、江戸弁を意識した男っぽい喋り方をするが、本人は徳島県出身。ツッコミが多い一方、やや見栄っ張りでノリやすい性格のため、しばしばおちょくられたり、周りの言動に振り回されやすかったりもする。また喧嘩っ早く、たびたび丸京と殴り合いの喧嘩になるが、毎回一方的にボコボコにされている。座右の銘は『果報は寝て待て』。落語家になる前は、海女のバイトとして毎日のように海に潜っていた。
私服は動きやすいからと主にジャージで通し、人の多い所では主にボーイッシュな格好をする。作中ではやたらと着物を脱ぐ（または脱がされる）ことが多く、寝るときも全裸。
不良の類に憧れを抱いている節があり、周囲から頼られると断れない「アネゴ肌」。アニメ版では原宿に行った際、たけのこ族デビューをしようとしていた。反面、往来で立ったまま食事をしない、クレープなどの若者指向な食べ物に抵抗があるなど、若干オヤジ臭い趣向がある。
音痴がコンプレックス。女らしい仕種は苦手で、内股にすると脚のバネが効いて飛び上がったり、傍にいる人を蹴ってしまったりする。
顔立ちは美人な方で、その男っぽい言動と相成って女性にモテる。このため女装男子疑惑を持たれた。バレンタイン・デーには毎年女の子からたくさんのチョコをもらうため、彼女の中では「バレンタインはチョコをもらう日」として定着している。また、右側のお尻には丸い蒙古斑があり、スタイルも丸京曰く「子供」。最近お菓子の食べすぎで多少太ってきているらしい。尊敬する人物は両親。
初期設定によると、登場キャラの中では最初期に像が固まったキャラクターであり、ほぼ現行像と同じになっている。
防波亭 手寅（ぼうはてい てとら）
声 - 葉山いくみ / 山本希望
女子落語家。周囲からは、名前以外では「テトちゃん」というあだ名でも呼ばれている。
髪型は茶髪のポニーテールで前髪には二本の髪留めをしている。髪と瞳の色は茶色であり、イメージカラーは茶色。5人の中で丸京の次に身長が高く、最も座高が高い。大食しても太らない体質で、そのことについて魔梨威達からは嫉妬の対象となっている。
作中では最も常識的でありながらもノリがよい性格で、周囲に気配りしつつボケもツッコミも両方こなす。名の通りに皆の暴走を抑えたり、作品全体を通じて会話の繋ぎや転換役になることが多い。また、いかなる危機もさりげなく回避する強運（危険回避体質）を持つが本人も気付かぬうちに危機を回避しているため、自身はかなり呑気でマイペースである。落語家になる前は、水商売のお店で働いていた。そのためその筋のうんちくには詳しい。
寒い時期になると乾燥肌となり、爪にひびが入りやすくなるのが悩み。
もしも3億円があったら真犯人（何の事件かは不明）を見つけ出すとのこと。
本作の主役ではあるが、別冊少年マガジンの表紙には一度しか登場したことがなく、魔梨威や木胡桃、丸京の方が表紙での登場回数は多い。なお、最終話で五人中、唯一、コールドスリープに入る描写が無かった。
波浪浮亭 木胡桃（はろうきてい きぐるみ）
声 - 小野恵令奈 / 小岩井ことり
女子落語家。髪型はセミロングでアホ毛がある。髪の色は黄色。瞳の色も含めてイメージカラーは黄色で一貫している。桃色の着物と相まって最も少女的な雰囲気を持っている。
小柄な容姿と天真爛漫な物腰で、周囲からは「キグちゃん」の愛称で親しまれている。寝るときも、かわいらしいキャラクター柄のパジャマを着用している。
容姿に違わずかわいいもの好きだが、デスメタル系の音楽をよく聴く。対外的な言動は名の通りの猫かぶり。そのため、決して陰険ではないものの、周りに「かわいらしい振る舞い」を期待されているときは仕方なくかわいらしいことを言うが、そのときに心の中で舌打ちをする黒い一面があり、時々計算された言動が見え隠れしている。
もち肌の持ち主で、時々周囲から頬をつつかれたりしている。
元登校拒否児であるため、「引きこもり」などの単語には過敏に反応する。
5人の中では唯一の未成年であり最も後輩にあたるらしく、丸京が卒業し新入りとして再登場した際には最も露骨に先輩風を吹かせていた。バイトではないウェディングドレス姿の写真を持っているため既婚の可能性もあり、ウザンヌからもバツイチであるという噂についての真偽を問われたことがある。
空琉美遊亭 丸京（くうるびゆうてい がんきょう）
声 - 花澤香菜 / 南條愛乃
女子落語家。羽織を許されている。周囲からは「ガンちゃん」と呼ばれている。手寅とは同郷の出身かつ幼馴染。
髪型は緑髪のセミロング。瞳も緑色と、イメージカラーは緑色。着物も寒色系の色で黒羽織を着ている（魔梨威と同様に階級は二つ目以上と思われる）。
5人の中で最も高長身の165cmで、バストはGカップ。角眼鏡をかけており、アニメ第四席Aパートでは眼鏡を外すと【(3_3)】としょぼくれた目になっていた。性格は名の通りにクールで、苦来とともに会話のダークサイド（こちらはシニカル）を担うことが多い。その一方で、おちょくられることも多い。根に持つタイプ。突拍子もない提案で、場を（おそらく意図的に）かき回すこともある。過去に工事現場で交通誘導警備員のバイトをしていたことがある。何かしらのオフ会に頻繁に参加している。また、博識でもあり、アニメBパートでは解説役を担当している。
ゴスロリ趣味があり、私服は大抵ゴスロリ衣装で眼鏡をコンタクトに代えて外出し、人の多い所では対照的にシックな格好をする。一方、寝るときはシンプルなパジャマ。
5人の中で最も落ち着いた雰囲気だが、怒った時は口と同時に手が出る過激な武闘派（魔梨威曰く「バイオレンス眼鏡」）で喧嘩も強く、眼鏡を外すと眼鏡がズレたり外れて落ちたりする心配がなくなるため強さが増す。ただし手を出すのは魔梨威に対してのみ。また5人中一番の力持ちでもあり、魔梨威と苦来の二人がかりで綱引きをしても勝てるほどだが、虫の類が苦手で、大きい虫を見るとものすごく鳥肌が立つ。
供託金詐欺に嵌められ、300万円以上の借金を抱えている（原因をつくったのは手寅）。歌には自信があるらしく、三味線もたしなむなど芸達者。
十九日目のオチで強引に楽屋から卒業させられたが、二十日目にはシルエットのみで登場。二十一日目に再登場した際には新入り扱いされていたが、その回の後半の言動があってか二十二日目以降は何事もなかったかのように通常の扱いに戻っている。
暗落亭 苦来（あんらくてい くくる）
声 - 後藤沙緒里（キャラ落語CD・アニメ共通）
女子落語家。比較的小柄で細身。髪型は黒髪の揃ったロングストレートで、後ろ髪の先を紐で結び、前髪の二本だけが顔にかかるように分かれて垂れている。一方、アニメのBパートなど、私服時には様々な髪形を見せている。瞳の色、メンタリティ、さらには衣装と、イメージカラーは黒で統一されているが、他キャラクターとの対比からやや青みがかっている。
性格は根暗で、情緒不安定・躁鬱の気がある。丸京とともに会話のダークサイド（こちらは病気や死を連想させる自虐系）を主に担う。落語家になる前は、尼として働いていた。
想像力が非常に長けており、五人の中で唯一想像妊娠を体現するほどだが、その後原作では女医に注射を打たれ、アニメではマスクの人が呼んだ新宿消防庁の黄色い救急車で運ばれている。また芸術家気質でイラストや絵がうまく、仏像彫刻などの創作もかなりの腕前。また、日本語以外に5か国語（バンバラ語・ウォロフ語・北ソト語・ツワナ語・エスペラント語）がしゃべれる。伝統風習についても激しいこだわりがある。
母親が行方不明。また、父親も会社をリストラされる寸前にまで追いやられ、祖母も夜遊びからの朝帰りが増えるなど、家庭環境に恵まれない傾向にある。さらに、母親の知人と名乗る共和党の白人男性からはオレゴンに誘われるなど何かと苦労が絶えない。
寒い時期になるとわさびをすれるほどの鮫肌になる。
アニメでは所持している動物園の年間パスポートの氏名欄に「暗落亭 苦来」と書かれており、高座名をあたかも本名であるかのように使っている。
初期設定によると、魔梨威の対として像が固められたキャラクター（赤と青の対比）。二つ目以上だったようで、羽織を着ている。ただし、現行像に比較して、若干幼い印象がある。

### その他
信者のおばさん
声 - すずき紀子
三日目・五日目（アニメでは第二席Aパート・第五席Aパート）に登場。宗派及び宗旨は不明だが、布教のため楽屋に現れる。
三日目では魔梨威に殴られ、五日目では丸京に殴られ最後には駄テンション（堕天使＝悪魔）になった魔梨威に痛めつけられた。
子ども
三日目・五日目（アニメでは第二席Aパート）に登場。信者のおばさんと一緒に来る子。
殴られたおばさんに代わって魔梨威に報復したこともあるが、親子か否かは不明。
マスクの人（覆面落語家）
声 - 悠木碧
四日目（アニメでは第一席Bパート）に初登場。初登場時は出落ちスルーのゲストキャラクターかと思いきや六日目で再び登場し、以来さりげなく楽屋に紛れ込んでは不意打ち割り込みでオイシイところをもっていくなど神出鬼没の活躍を見せ、いつの間にか黒子的なターニングキャラとして馴染まれている。マスク、着物の色は藤色をイメージカラーとしている。
本名や亭号は不明だが、性別は女性。単行本の登場人物の紹介欄では「マスクの人」や「覆面」、アニメEDクレジットでは「マスク」と表記されている。落語家に転向する以前は女子プロレスラーであり、その頃は素顔で活動していた。
アニメでは第八席Aパートの最後で初めて声を発した。
『さよなら絶望先生』単行本第二十集の紙ブログによると、本来はメインのうちの誰かが覆面をかぶっていただけのはずが、久米田康治とヤスと担当編集の連携不足による行き違いで、全くの別キャラクターとして登場してしまった偶然の産物らしい。
女医
四日目に登場。苦来に薬を打つ（アニメでの同話にあたる第二席Cパートでは、三十一日目の最後に登場した男医に変更されている）。五日目の扉絵内のポスターで、「野武（やぶ）内科中央総合病院」の人と判明。
海老蔵（エビゾー）
五日目と七日目（アニメでは第三席Aパート・第五席Aパート）に名前だけ登場。時代背景や女性人気のなどの要素から、十一代目市川海老蔵のことを指すとみられる。また、九日目（アニメでは第九席Cパート）では、「えび」と書かれた名札をつけ、顔が十一代目市川海老蔵に似たアラビアの皇子（声 - 花江夏樹）が登場している。四十九日目に登場したエビゾーはメンズが好みらしく、前回（四十八日目）でドーピングにより男性化した丸京と苦来に興味を持っている。
師匠
六日目・九日目・十四日目（アニメでは第四席Cパート・第八席Aパート・第九席Cパート）に名前だけ登場。六日目の師匠については、手寅が「ウチの師匠からみんなにお年玉あずかってきているんだ」と発言しているため、少なくとも手寅と師弟関係にあることは間違いない。正月に手寅らにお年玉をあげたりと若手思いだが、魔梨威は「ケチな師匠」と評している。しかし茶目っ気もあり、3万円・2000円札・1000円札・500ウォン硬貨（約40円相当）がそれぞれ入っている4つのお年玉袋を手寅以外の4人にランダムで選ばせたりしている（アニメでは、JR東海の株券（約60万円相当）を含めた5つのポチ袋を5人に選ばせている）。
師匠のウサギ（ウサ様）
声 - 乃村健次
十四日目（アニメでは第四席Cパート）に登場。師匠の飼っているペットのウサギ。体長約2mで漆黒の毛並みをしており、主に二足で歩く。怒ると凶暴になって周りに攻撃し、丸京より強い。その他にも不思議な力を使う。
丸京曰く「どーせ師匠が入ってるんでしょう」。
時々師匠の家から逃げ出しては楽屋に現れ、ひと騒動を起こす。
マネージャー
声 - 会一太郎
九日目（アニメでは第九席Cパート）に登場。全員共通のマネージャーなのかは不明。
三浦プロデューサー（三浦 敏広）
声 - 山本兼平
十二日目・二十四日目（アニメでは第三席Cパート・第十二席Cパート）に登場。久米田の担当編集者を務める三浦がモデル。アニメでは三浦敏広として紹介されている。十二日目では手寅と手寅の真似をしている他の4人を見てダンス寄席を思いつき、5人に『江戸ザイル』を結成させ高座にかけるが観客には不評だった（この際、手寅は危機回避能力が発動し遅刻していたため『江戸ザイル』には参加していない）。二十四日目では何かを思いついて楽屋にやって来たが、壁を青くした楽屋にいる顔以外が真っ青になった5人を（顔しか見えなかったため）オバケと勘違いして逃げて行った。
苦来曰く「オバケより奥さんが怖い人」。
宇座亭 ウザンヌ（うざってい ウザンヌ）
声 - 新谷良子
三十三日目・三十四日目・三十五日目・四十日目・最終日（アニメでは第十三席A・Bパート）に登場。その名の通りウザキャラ。師匠に一日入楽（いちにちにゅうがく・がくは楽屋の楽）の許可をもらい楽屋にやって来た。当初はテコ入れキャラを自称していたが実際はキャラ潰しキャラだった。魔梨威、木胡桃、丸京をキャラ崩壊させたが、手寅の機転による「マスクの人」の大量投入により、新キャラという立場を崩壊され、しまいにはウザキャラ自身が「ウザい」と言ってしまうキャラ崩壊を起こし退場していった。三十四日目以降は楽屋の一部を利用した部屋に飼猫のウザンニャとともに潜んでおり5人を監視している。久米田作品のウザキャラとして定着した「さよなら絶望先生」の日塔奈美にかけて、三十三日目では「CV.新●●子」と表記（アニメでも表記され、実際に新谷が声を担当した。なお、第十三席Aパートにおいてこのシーンを読んだ苦来は「●谷良●」と伏せられていない部分を伏せ、伏せた部分をそのまま読んでいた）。アニメの第十三席Aパート内では、オープニング映像のメインキャラを全員ウザンヌに置き換えた映像（途中まで）に合わせて新谷が歌うオープニングテーマの替え歌「お後がウザくって…よ!」が流され、同Bパートではその替え歌をウザンヌがアキバ系地下アイドルとして披露（やはり途中まで）した。また、同話のエンディング映像ではマスクの人が登場する1カットで、マスクの人の手前に重なって登場していた。

## 単行本
| 巻数          | 発売日        | ISBN                                            | 収録話                            | 備考                       |
| ------------- | ------------- | ----------------------------------------------- | --------------------------------- | -------------------------- |
| じょしらく 壱 | 2010年5月17日 | 9784063621655（特別版） 9784063376906（通常版） | 一日目 - 九日目                   | 特別版は「キャラ落語CD」付 |
| じょしらく 弐 | 2011年1月7日  | 9784063621761（特別版） 9784063377088（通常版） | 十日目 - 十六日目 + 特別編        | 特別版は「キャラ落語CD」付 |
| じょしらく 参 | 2011年10月7日 | 9784063377309                                   | 十七日目 - 二十四日目             |                            |
| じょしらく 四 | 2012年6月8日  | 9784063377439                                   | 二十五日目 - 三十二日目           |                            |
| じょしらく 伍 | 2013年2月8日  | 9784063584158（限定版） 9784063377750（通常版） | 三十三日目 - 四十日目 + 特別編2話 | 限定版はOAD付              |
| じょしらく 六 | 2013年11月8日 | 9784063377859                                   | 四十一日目 - 最終日（五十日目）   |                            |

## テレビアニメ
2012年7月から9月までMBS・TBS・CBC・BS-TBSで放送された。アニメ版においては、他のアニメ作品（同時期に放映中だった作品も含め）のパロディやアニメ本編放映当時の日本の世相や時事問題を風刺・パロディ化した描写やネタも見られる。また、原作では楽屋内でしか物語が展開しないが、アニメBパートでは毎回、アニメオリジナルの東京都内名所巡りが展開される。
提供クレジットはオープニング・次回予告後に挿入し、提供バックはオープニング・次回予告後共に別だった。アニマックスで放送のバージョンは、Blu-ray / DVDソフト向けソースで、音声差し替えなど修正が入っている。2013年2月8日、原作第5巻OAD付き限定版が発売された。

### スタッフ
- 原作 - 別冊少年マガジン刊「じょしらく」（著 - 久米田康治/画 - ヤス）[34]
- 監督 - 水島努[34]
- 監修 - 林家しん平[35]
- シリーズ構成 - 横手美智子[34]
- キャラクターデザイン - 田中将賀[34]
- 美術監督 - 柴田千佳子[35]
- 色彩設計 - 村永麻耶
- 撮影監督 - 大河内喜夫[35]
- 編集 - 西山茂
- 音楽 - 横山克[35]
- 音響監督 - 岩浪美和[34]
- 音楽制作 - スターチャイルドレコード
- プロデューサー
  - テレビアニメ - 宮本純乃介、立石謙介、松倉友二、丸山博雄
  - OAD - 宮本純乃介、針生雅行、角谷謙二、中田素博、鈴木綾一、松倉友二
- アニメーション制作プロデューサー - 鈴木薫
- アニメーション制作 - J.C.STAFF[34]
- 製作
  - テレビアニメ - 女子落語協会[34]、MBS
  - OAD - 女子落語芸術協会

### 主題歌
オープニングテーマ「お後がよろしくって…よ!」
作詞 - 畑亜貴 / 作曲・編曲 - 神前暁 / 歌 - 極♨落女会
エンディングテーマ「ニッポン笑顔百景」
作詞・作曲・編曲 - 前山田健一 / 歌 - 桃黒亭一門（ももいろクローバーZ）

### 各話リスト
| 話数     | サブタイトル                           | 原作                                                                                   | 脚本       | 絵コンテ            | 演出       | 作画監督                                                                                     | 総作画監督          |
| -------- | -------------------------------------- | -------------------------------------------------------------------------------------- | ---------- | ------------------- | ---------- | -------------------------------------------------------------------------------------------- | ------------------- |
| 第一席   | 普段問答 ふく違い 叫び指南             | 特別編（「ふだん問答」） オリジナル（新宿末廣亭） 一日目（「犬と猫の災難」）・二日目   | 横手美智子 | 水島努              | 水島努     | 大木良一、佐々木貴宏                                                                         | 大木良一            |
| 第二席   | 楽屋の富 三塔一両損 風邪娘             | 三日目 オリジナル（東京タワー・大展望台） 四日目                                       | 横手美智子 | 湖山禎崇            | 湖山禎崇   | 舘崎大、藤部生馬、佐藤育子 直谷たかし、橋口隼人                                              | 大木良一            |
| 第三席   | 無情風呂 浅草参り 真田小ZOO            | 七日目 オリジナル（浅草・浅草寺） 十二日目                                             | 横手美智子 | 池端隆史            | 池端隆史   | 新垣一成、冨岡寛                                                                             | 大木良一            |
| 第四席   | 眼鏡小娘 よいよい台場 兎の目           | 十一日目 オリジナル（ゆりかもめ・国際展示場正門駅） 十四日目                           | 吉田玲子   | 及川啓              | 及川啓     | 直谷たかし、斉藤美香 熊谷勝弘、児玉亮                                                        | 直谷たかし          |
| 第五席   | 娘ほめ 小洒落町 眼鏡別れ               | 五日目 オリジナル（原宿・裏原宿） 十九日目                                             | 横手美智子 | 鈴木健太郎          | 鈴木健太郎 | 藤部生馬、橋口隼人、千葉充 牛尾優衣、佐藤真史、舘崎大 直谷たかし                             | 大木良一            |
| 第六席   | 四枚起承 武蔵八景 下僕の仇討ち         | 二十日目 オリジナル（武蔵小山駅他・パルム商店街） 二十一日目・二十二日目（「お開票」） | 吉田玲子   | 二瓶勇一            | 林直孝     | 佐藤麻里那、手島勇人 徳田賢朗、児玉亮、直谷たかし                                            | 直谷たかし          |
| 第七席   | ヤンキー怖い 魚政談 楽屋調べ           | 八日目 オリジナル（築地・築地場外市場商店街） 十六日目                                 | 横手美智子 | 湖山禎崇            | 湖山禎崇   | 小林亮、佐藤真史、安留雅弥 舘崎大、坂本龍典、斉藤美香 手島勇人、大木良一                     | 大木良一            |
| 第八席   | こがね袋 よろよろ もうやんだか         | 六日目 オリジナル（巣鴨・とげぬき地蔵） 十日目                                         | 吉田玲子   | 青井小夜            | 高島大輔   | 中西保、直谷たかし、藤部生馬 外山陽介、吉田尚人、佐藤真史 安留雅也、橋口隼人、佐藤誠之       | 直谷たかし          |
| 第九席   | しりとてちん 上野のクマ ねごと         | 十三日目 オリジナル（上野動物園） 九日目                                               | 横手美智子 | 宮浦栗生 山田隆夫   | 柴田彰久   | 冷水由紀絵、児玉亮、舘崎大 千葉充、手島勇人、藤部生馬                                        | 大木良一            |
| 第十席   | 唐茄子屋楽団 新宿荒事 虫歯浜           | 十五日目 オリジナル（新宿・歌舞伎町） 二十三日目                                       | 水島努     | 二瓶勇一            | 池端隆史   | 直谷たかし、安留雅弥 藤部生馬、中村真悟、熊谷勝弘 佐藤真史、坂本龍典                         | 直谷たかし 熊谷勝弘 |
| 第十一席 | 親子芝居 五人さかい ツリー惨事         | 二十五日目 オリジナル（武蔵境駅・武蔵境） 十七日目                                     | 吉田玲子   | 宮浦栗生 鈴木健太郎 | 鈴木健太郎 | 佐藤麻里那、山名秀和、出野喜則 吉田尚人、坂本龍典、藤部生馬 大庭小枝、千葉充、児玉亮、舘崎大 | 大木良一            |
| 第十二席 | 夢見の仇討ち こぁいのう 青毛           | 十八日目 オリジナル（六本木） 二十四日目                                               | 吉田玲子   | 湖山禎崇            | 湖山禎崇   | 小林亮、藤部生馬、佐藤真史 谷口元浩、中村真悟、外山陽介 手島勇人、直谷たかし                 | 直谷たかし 大木良一 |
| 第十三席 | キャラつぶし アキバぶる ちょいたし講釈 | 三十三日目 オリジナル（秋葉原） 三十日目                                               | 横手美智子 | 水島努              | 水島努     | 谷口元浩、山名秀和、児玉亮 藤部生馬、安留雅弥、斎藤美香 熊谷勝弘                             | 大木良一            |
| OAD      | 台無屋 三軒本屋 びっくり集中           | 二十七日目 オリジナル（神保町・護国寺駅・護国寺他） 三十一日目                         | 横手美智子 | 湖山禎崇            | 湖山禎崇   | 大木良一、熊谷勝弘                                                                           | -                   |

- オリジナルの後の（）内は5人が行った場所。
- OADは単行本第伍巻限定版に同梱。オーディオコメンタリー（久米田康治・ヤス）収録[37]。

### 放送局
毎日放送・TBSテレビ・BS-TBSは『アニメイズム』B2。
| 放送地域   | 放送局             | 放送期間                | 放送日時                     | 放送系列            | 備考             |
| ---------- | ------------------ | ----------------------- | ---------------------------- | ------------------- | ---------------- |
| 近畿広域圏 | 毎日放送           | 2012年7月6日 - 9月28日  | 金曜 2:25 - 2:55（木曜深夜） | TBS系列             | 製作局           |
| 関東広域圏 | TBSテレビ          | 2012年7月7日 - 9月29日  | 土曜 2:25 - 2:55（金曜深夜） | TBS系列             |                  |
| 中京広域圏 | 中部日本放送       | 2012年7月13日 - 10月5日 | 金曜 3:05 - 3:35（木曜深夜） | TBS系列             |                  |
| 日本全域   | BS-TBS             | 2012年7月15日 - 10月7日 | 日曜 0:30 - 1:00（土曜深夜） | BS放送              |                  |
| 日本全域   | バンダイチャンネル | 2012年7月15日 - 10月7日 | 日曜 1:00 更新（土曜深夜）   | ネット配信          |                  |
| 日本全域   | ビデオマーケット   | 2012年7月15日 - 10月7日 | 日曜 1:30 更新（土曜深夜）   | ネット配信          |                  |
| 日本全域   | ニコニコ生放送     | 2012年7月15日 - 10月7日 | 日曜 1:30 - 2:00（土曜深夜） | ネット配信          |                  |
| 日本全域   | ニコニコチャンネル | 2012年7月15日 - 10月7日 | 日曜 2:00 更新（土曜深夜）   | ネット配信          |                  |
| 日本全域   | ShowTime           | 2012年7月17日 - 10月9日 | 月曜 12:00 更新              | ネット配信          |                  |
| 日本全域   | アニマックス       | 2012年8月7日 - 10月30日 | 火曜 22:00 - 22:30           | アニメ専門BS/CS放送 | リピート放送あり |

2024年2月9日から5月10日までBS松竹東急で金曜23:30-24:00放送された。

### Blu-ray / DVD
| 巻数 | 発売日         | 収録話          | 規格品番      | 規格品番      | 特典CD                   | 特典CD               | 特典CD         |
| 巻数 | 発売日         | 収録話          | BD            | DVD           | キャラクターソング       | キャラクター落語     | キャラクター   |
| ---- | -------------- | --------------- | ------------- | ------------- | ------------------------ | -------------------- | -------------- |
| 1    | 2012年9月26日  | 第1話 - 第2話   | KIZX-90056/57 | KIZB-90104/05 | 兵どもに告ぐ             | 二次限無 Girl's Side | 蕪羅亭魔梨威   |
| 2    | 2012年10月24日 | 第3話 - 第4話   | KIZX-90058/59 | KIZB-90106/07 | なみふせぎ講釈           | 元オタ               | 防波亭手寅     |
| 3    | 2012年11月28日 | 第5話 - 第6話   | KIZX-90060/61 | KIZB-90108/09 | きゃんでぃはあとにご用心 | 二階メドキ           | 波浪浮亭木胡桃 |
| 4    | 2013年1月23日  | 第7話 - 第8話   | KIZX-90062/63 | KIZB-90110/11 | バイオレンス狂想曲       | ちくび指南           | 空琉美遊亭丸京 |
| 5    | 2013年2月27日  | 第9話 - 第10話  | KIZX-90064/65 | KIZB-90112/13 | 溜息通り交差点           | 尻神                 | 暗落亭苦来     |
| 6    | 2013年5月22日  | 第11話 - 第13話 | KIZX-90066/67 | KIZB-90114/15 | Never Give Up 地獄の牛丼 | （サウンドトラック） |                |

- キャラクター落語の脚本はすべて久米田康治で、声優はアニメと同じ。

### Blu-ray BOX （初回限定版）
- 発売日：2015年8月12日
- 規格品番：KIXA-90555-62（スターチャイルドレコードからEVIL LINE RECORDSに変更）
- 収録内容：公式サイト参照[39][40]

## Webラジオ
『【ガールズ落語ラジオ】じょしらじ』のタイトルで、2012年7月18日から2012年12月26日まで音泉で配信された。パーソナリティは毎回交代制となる。
十六日目までは毎週水曜更新だったが、十七日目からは隔週水曜更新に変更された。収録は基本的に2本録り。そのため、ブース外に次のパーソナリティがいることを匂わせる発言があったりする。また、投稿用のペンネームは高座名風の「○○亭□□」を推奨しており、パーソナリティの5人もそれぞれ高座名を考えて冒頭の自己紹介でのみだが名乗っている。

### 出演者
「」は十五日目時点での高座名。
パーソナリティ
- 佐倉綾音（蕪羅亭魔梨威 役）：「なんだっ亭いいや」
- 小岩井ことり（波浪浮亭木胡桃 役）：「なんだっ亭砂糖」
- 山本希望（防波亭手寅 役）：「私だっ亭乙女」
- 南條愛乃（空琉美遊亭丸京 役）：「なんだっ亭マヨネーズ」
- 後藤沙緒里（暗落亭苦来 役）：「ミス亭リアス」

### 配信リスト
| 配信回   | 配信日         | おーぷにんぐこばなし | パーソナリティ                                         |
| -------- | -------------- | -------------------- | ------------------------------------------------------ |
| 一日目   | 2012年07月18日 | 『スタン灯籠』       | 山本希望、小岩井ことり                                 |
| 二日目   | 2012年07月25日 | 『ヌコと皿』         | 山本希望、小岩井ことり                                 |
| 三日目   | 2012年08月01日 | 『アシ烏』           | 山本希望、南條愛乃                                     |
| 四日目   | 2012年08月08日 | 『カラ屋敷』         | 小岩井ことり、南條愛乃                                 |
| 五日目   | 2012年08月15日 | 『宿屋のコミ』       | 南條愛乃、後藤沙緒里                                   |
| 六日目   | 2012年08月22日 | 『課金太鼓』         | 山本希望、後藤沙緒里                                   |
| 七日目   | 2012年08月29日 | 『千箱振る』         | 小岩井ことり、佐倉綾音                                 |
| 八日目   | 2012年09月05日 | 『女装の文』         | 山本希望、佐倉綾音                                     |
| 九日目   | 2012年09月12日 | 『くされ講釈』       | 後藤沙緒里、佐倉綾音                                   |
| 十日目   | 2012年09月19日 | 『秋葉のさんま』     | 南條愛乃、佐倉綾音                                     |
| 十一日目 | 2012年09月26日 | 『寿毛無』           | 南條愛乃、後藤沙緒里                                   |
| 十二日目 | 2012年10月03日 | 『部活長屋』         | 山本希望、小岩井ことり                                 |
| 十三日目 | 2012年10月10日 | 『頭ヤス』           | 山本希望、小岩井ことり                                 |
| 十四日目 | 2012年10月17日 | 『初音天神』         | 山本希望、佐倉綾音、後藤沙緒里                         |
| 十五日目 | 2012年10月24日 | 『死後政談』         | 後藤沙緒里、小岩井ことり、佐倉綾音                     |
| 十六日目 | 2012年10月31日 | 『嫁金』             | 南條愛乃、山本希望                                     |
| 十七日目 | 2012年11月14日 | 『菊男仏壇』         | 南條愛乃、山本希望、小岩井ことり                       |
| 十八日目 | 2012年11月28日 | 『代書屋』           | 山本希望、佐倉綾音、（ゲスト）新谷良子                 |
| 十九日目 | 2012年12月12日 | 『ジャンプ回し』     | 山本希望、小岩井ことり                                 |
| 二十日目 | 2012年12月26日 | 『小別れ』           | 佐倉綾音、山本希望、小岩井ことり、南條愛乃、後藤沙緒里 |

### 関連商品
| 巻数 | 発売日         | タイトル                                 | 収録内容                                              | 新規収録分パーソナリティ                                              |
| ---- | -------------- | ---------------------------------------- | ----------------------------------------------------- | --------------------------------------------------------------------- |
| 壱   | 2012年10月19日 | DJCD【ガールズ落語ラジオ】じょしらじ     | 新規録り下ろしラジオ                                  | 佐倉綾音、山本希望、小岩井ことり                                      |
| 壱   | 2012年12月12日 | ラジオCD【ガールズ落語ラジオ】じょしらじ | 公開録音（新規収録）+通常配信回 / 一日目 - 十日目     | 山本希望、小岩井ことり                                                |
| 弐   | 2013年2月27日  | ラジオCD【ガールズ落語ラジオ】じょしらじ | 新規録り下ろしラジオ+通常配信回 / 十一日目 - 二十日目 | 佐倉綾音、南條愛乃、後藤沙緒里                                        |
|      | 2015年8月12日  | じょしらくBlu-ray BOX（初回限定版）      | 新規録り下ろしラジオ+DJCD+ラジオCD壱・弐              | 山本希望、小岩井ことり、後藤沙緒里（コメント参加） 佐倉綾音、南條愛乃 |

## Web番組
『女子落語協会一門の女子トーーーク!』のタイトルで、2012年7月から2012年9月までニコニコ生放送で放送された。

## 舞台
2015年6月18日から28日までAiiA 2.5 Theater Tokyoで公演された。出演者は乃木坂46の11thシングル「命は美しい」の10福神を除くメンバーから15名が公開オーディションによって選抜され、トリプルキャストで務めた。舞台は、ネルケプランニングの松田誠によって提案された。落語指導は桂枝太郎。
2016年5月12日から22日までAiiA 2.5 Theater Tokyoで『じょしらく弐 〜時かけそば〜』のタイトルで再演。

### キャスト
| 役名           | 2015年       | 2015年       | 2015年       | 2016年       | 2016年       | 2016年       |
| 役名           | チーム「ら」 | チーム「く」 | チーム「ご」 | チーム「ら」 | チーム「く」 | チーム「ご」 |
| -------------- | ------------ | ------------ | ------------ | ------------ | ------------ | ------------ |
| 防波亭手寅     | 伊藤万理華   | 高山一実     | 中元日芽香   | 松村沙友理   | 桜井玲香     | 若月佑美     |
| 蕪羅亭魔梨威   | 斉藤優里     | 松村沙友理   | 衛藤美彩     | 能條愛未     | 井上小百合   | 山崎怜奈     |
| 波浪浮亭木胡桃 | 星野みなみ   | 井上小百合   | 北野日奈子   | 鈴木絢音     | 渡辺みり愛   | 北野日奈子   |
| 空琉美遊亭丸京 | 堀未央奈     | 佐々木琴子   | 能條愛未     | 生駒里奈     | 佐々木琴子   | 樋口日奈     |
| 暗落亭苦来     | 山崎怜奈     | 中田花奈     | 齋藤飛鳥     | 中田花奈     | 斎藤ちはる   | 新内眞衣     |

### 配信日程
|          | 配信回 | 配信日        | 配信元 | 内容             |
| -------- | ------ | ------------- | ------ | ---------------- |
| 2015年版 | 第1回  | 2015年8月18日 | Hulu   | チーム『ら』前編 |
| 2015年版 | 第2回  | 2015年8月25日 | Hulu   | チーム『ら』後編 |
| 2015年版 | 第3回  | 2015年9月01日 | Hulu   | チーム『く』前編 |
| 2015年版 | 第4回  | 2015年9月08日 | Hulu   | チーム『く』後編 |
| 2015年版 | 第5回  | 2015年9月15日 | Hulu   | チーム『ご』前編 |
| 2015年版 | 第6回  | 2015年9月22日 | Hulu   | チーム『ご』後編 |

### 放送日程
|          | 放送回 | 初回放送日    | 放送局         | 内容         |
| -------- | ------ | ------------- | -------------- | ------------ |
| 2015年版 | 第1回  | 2019年4月19日 | TBSチャンネル2 | チーム『ら』 |
| 2015年版 | 第2回  | 2019年4月20日 | TBSチャンネル2 | チーム『く』 |
| 2015年版 | 第3回  | 2019年4月21日 | TBSチャンネル2 | チーム『ご』 |

|          | 放送回 | 初回放送日    | 放送局         |              |
| -------- | ------ | ------------- | -------------- | ------------ |
| 2016年版 | 第1回  | 2019年6月14日 | TBSチャンネル2 | チーム『ら』 |
| 2016年版 | 第2回  | 2019年6月15日 | TBSチャンネル2 | チーム『く』 |
| 2016年版 | 第3回  | 2019年6月16日 | TBSチャンネル2 | チーム『ご』 |

## その他
- テレビアニメ化に伴ってMobage・Yahoo!モバゲーにアバター衣装用のコインガチャが登場した[49]。
- NECビッグローブから配信されているカードコレクションゲーム『嫁コレ』に登場人物が参加している[50]。